# Agapostemon
Agapostemon è un genere di apoidei endemici dell'emisfero occidentale comunemente chiamati api del sudore, in quanto sono spesso attratte dalla sudorazione, di aspetto generalmente verde o blu (testa e torace sempre, a volte anche l'addome in alcune femmine). Ci sono circa 45 specie appartenenti a questo genere, che vanno dal Canada all'Argentina . Esse assomigliano superficialmente a vari membri della tribù Augochlorini, che sono tipicamente di colore verde metallico.

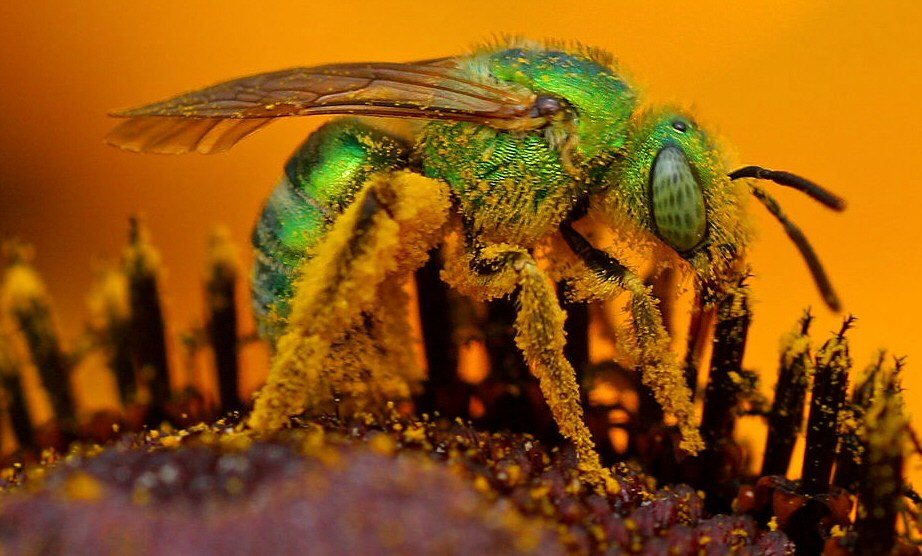
Agapostemon sp.

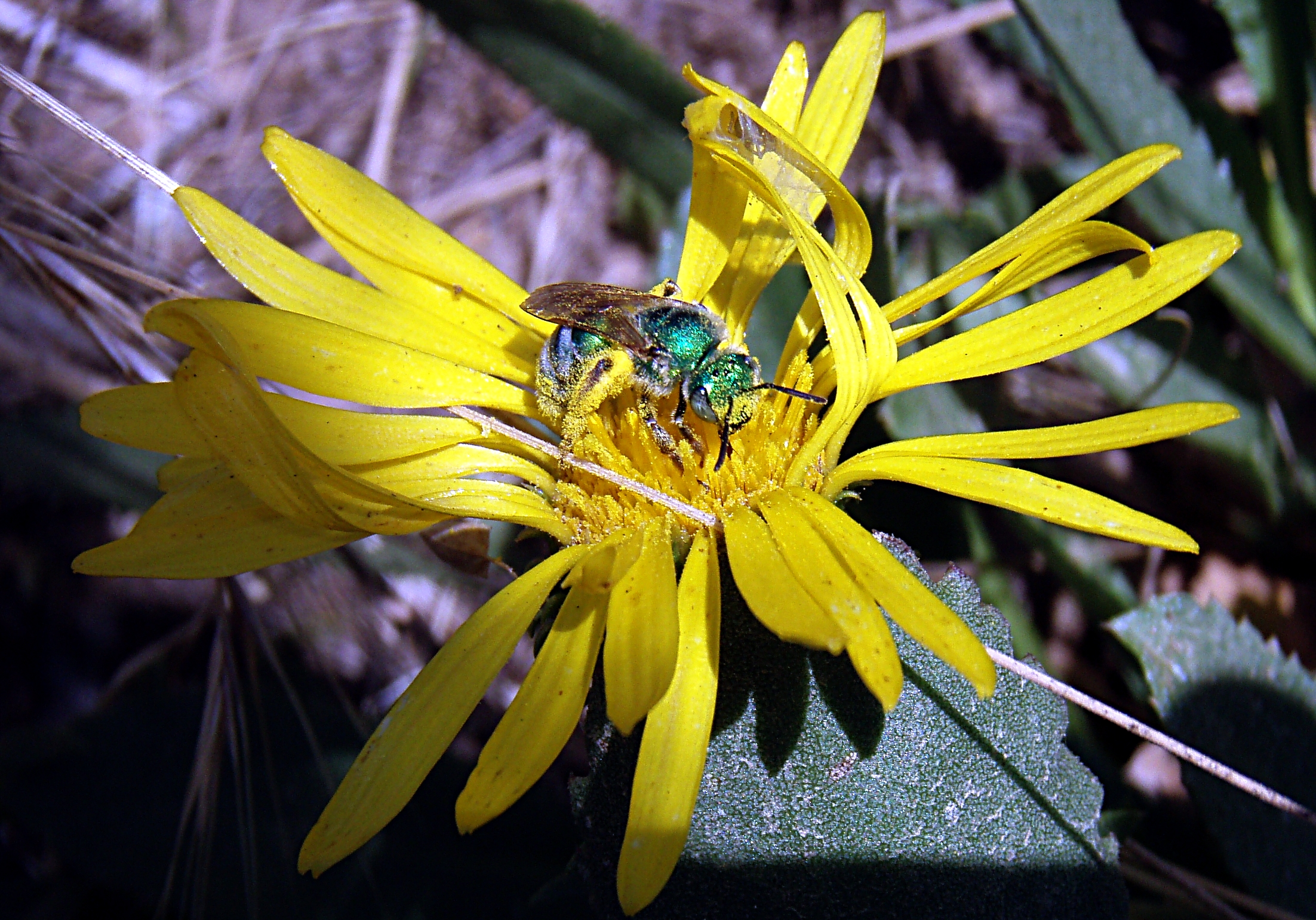
Agapostemon metallica verde.